# Quirinalia
I Quirinalia erano una festività romana che ricorreva il 17 febbraio ed era dedicata al dio Quirino. La festa venne istituita da Numa Pompilio.

## Descrizione
La festività sottrae in qualche modo alla giurisdizione curiale, ossia a un ordinamento clanico o gentilizio, la totalità dei cittadini, dando loro la possibilità di configurarsi come tali, anziché come membri di una singola curia. Quest'operazione, che si inquadra nel processo che portò gradualmente i romani delle assemblee curiali (comitia curiata) alle assemblee popolari (comitia tributa), si esplica fondando la nuova realtà del nome del dio Quirino.
Nel giorno dedicato a questo dio era concesso di celebrare il rito della prima torrefazione del farro a coloro che non lo avevano fatto in precedenza, nel giorno prescritto dalla propria curia. In tal modo coloro che per forza di cose o per propria volontà si sottraevano all'ordini curiale (qualificabili come stolti rispetto all'ordine stesso) rimediavano sul piano religioso rifugiandosi nel dio Quirino, la cui festa era detta anche "festa degli stolti" (stultorum feriae).